# Formula lui Bretschneider

Un patrulater convex oarecare

În geometrie, formula lui Bretschneider calculează aria unui patrulater convex oarecare în funcție de lungimea laturilor acestuia:
{\displaystyle K={\sqrt {(s-a)(s-b)(s-c)(s-d)-abcd\cdot \cos ^{2}\left({\frac {\alpha +\gamma }{2}}\right)}}.}
unde a, b, c, d reprezintă laturile, {\displaystyle s={\frac {a+b+c+d}{2}}} - semiperimetrul, iar {\displaystyle \alpha \!} și {\displaystyle \gamma \!} două unghiuri opuse.
A fost descoperită în 1842 de Carl Anton Bretschneider.
Formula a fost demonstrată în același an și de Karl Georg Christian von Staudt.

## Demonstrație
Dacă A este aria patrulaterului, avem:
{\displaystyle {\begin{aligned}K&={\text{aria }}\triangle ADB+{\text{aria }}\triangle BDC\\&={\frac {ad\sin \alpha }{2}}+{\frac {bc\sin \gamma }{2}}.\end{aligned}}}
Deci:
{\displaystyle 4K^{2}=(ad)^{2}\sin ^{2}\alpha +(bc)^{2}\sin ^{2}\gamma +2abcd\sin \alpha \sin \gamma .\,}
Din teorema cosinusului se obține:
{\displaystyle a^{2}+d^{2}-2ad\cos \alpha =b^{2}+c^{2}-2bc\cos \gamma ,\,}
și care poate fi rescris ca: 
{\displaystyle {\frac {(a^{2}+d^{2}-b^{2}-c^{2})^{2}}{4}}=(ad)^{2}\cos ^{2}\alpha +(bc)^{2}\cos ^{2}\gamma -2abcd\cos \alpha \cos \gamma .\,}
Înlocuind în formula de mai sus pentru {\displaystyle 4A^{2}} rezultă:
{\displaystyle 4A^{2}+{\frac {(b^{2}+c^{2}-a^{2}-d^{2})^{2}}{4}}=(ad)^{2}+(bc)^{2}-2abcd\cdot \cos(\alpha +\gamma ).\,}
Aceasta mai poate fi scris ca:
{\displaystyle 16A^{2}=(a+b+c-d)(a+b+d-c)(a+c+d-b)(b+c+d-a)-16abcd\cdot \cos ^{2}\left({\frac {\alpha +\gamma }{2}}\right).}
Introducem semiperimetrul:
{\displaystyle s={\frac {a+b+c+d}{2}},}
de unde
{\displaystyle 16A^{2}=16(s-a)(s-b)(s-c)(s-d)-16abcd\cdot \cos ^{2}\left({\frac {\alpha +\gamma }{2}}\right)}
de unde rezultă formula lui Bretschneider.

## Formule conexe
Formula lui Bretschneider generalizează formula lui Brahmagupta care la rândul acesteia generalizează formula lui Heron.